# Вест Винфилд (Њујорк)
Вест Винфилд (енгл. West Winfield) град је у америчкој савезној држави Њујорк.

## Демографија
По попису из 2010. године број становника је 826, што је 36 (-4,2%) становника мање него 2000. године.
| Група             | 2000.       | 2010.       |
| Белци             | 858 (99,5%) | 794 (96,1%) |
| Афроамериканци    | 0 (0,0%)    | 0 (0,0%)    |
| Азијати           | 2 (0,2%)    | 3 (0,4%)    |
| Хиспаноамериканци | 1 (0,1%)    | 17 (2,1%)   |
| Укупно            | 862         | 826         |